# Adam Chaki
Adam Chaki, né à Montréal le 9 mai 1969, est un auteur-compositeur-interprète canadien. Fils du peintre Yehouda Chaki et d'une mère professeur d'anglais, il passe son enfance entre Toulon (France), Lesbos (Grèce) et Montréal. Enfant, il n'est intéressé que par le dessin, mais après l'assassinat de John Lennon, il commence à jouer de la guitare. Il joue avec des groupes de reggae dancehall montréalais, avant de partir en France pour collaborer avec de grands musiciens africains[Lesquels ?]. À son retour à Montréal, il collabore en tant que musicien et réalisateur avec plusieurs artistes dont Bran Van 3000 et Jean Leloup. En 2001, il lance l'album No One Knows Where The Hell We Are sous le label Audiogram. Après la rupture avec sa maison de disques, il trouve les ressources pour enregistrer l'album Snowcité qu'il lance de façon indépendante en janvier 2007.

## Discographie
- février 2001 : No one knows where the hell we are (Audiogram).
- janvier 2007 : Snowcité (Indépendant).

## Vidéographie
- 2000 : Introducing Adam Chaki.